# Parlamentswahl in Bulgarien 2009
- KB: 40
- DPS: 38
- GERB: 116
- BK: 15
- RSS: 10
- Ataka: 21

Die Parlamentswahl in Bulgarien 2009 fand am 5. Juli statt. Bei der Wahl wurden die 240 Sitze der Narodno Sabranie vergeben.
Die erstmals angetretene Partei GERB unter dem ehemaligen Bürgermeister von Sofia Bojko Borissow gewann die Wahl und übertraf auch alle Erwartungen der Umfragen, verpasste eine absolute Mehrheit aber knapp. Das von der Bulgarischen Sozialistischen Partei angeführte Wahlbündnis Koalition für Bulgarien unter Ministerpräsident Sergej Stanischew verlor massiv, kam mit rund 18 Prozent aber auf Platz zwei. Die vom Ex-Monarchen geführte Nationale Bewegung für Stabilität und Fortschritt stürzte in die Bedeutungslosigkeit und verpasste mit 3 Prozent der Stimmen die Sperrklausel. Einzig die Bewegung für Rechte und Freiheiten als Vertretung der türkischen Minderheit konnte aus dem Regierungslager profitieren.
Wahlbeobachter des Europarats hatten im Vorfeld vor massivem Stimmenkauf gewarnt. Transparenz ohne Grenzen berichtete darüber hinaus von weiteren Unregelmäßigkeiten.

## Folgen
GERB bildete eine von Ataka, der Blauen Koalition und RSS unterstützte Minderheitsregierung.

## Ergebnis
Nach der Änderung des Wahlgesetzes wurden 31 Mandate nach Mehrheitswahlrecht in den Wahlkreisen vergeben. GERB erhielt in 26 Wahlkreisen das Direktmandat, die übrigen fünf Wahlkreise gingen an die DPS. Darüber hinaus wurden 209 Mandate nach Verhältniswahlrecht unter den Parteien verteilt, die mindestens vier Prozent der Stimmen erhielten.
| Listen            | Listen                                                                                                 | Stimmen   | %    | Mandate |
| ----------------- | --- | --------- | ---- | ------- |
|                   | GERB                                                                                                   | 1.678.641 | 39,7 | 116     |
|                   | Koalition für Bulgarien (KB) Koalizija sa Balgarija                                                    | 748.147   | 17,7 | 40      |
|                   | Bewegung für Rechte und Freiheiten (DPS) Dwischenie sa Prawa i Swobodi                                 | 610.521   | 14,4 | 38      |
|                   | Ataka                                                                                                  | 395.733   | 9,4  | 21      |
|                   | Blaue Koalition (BK) Sinjata Koalizija                                                                 | 285.662   | 6,8  | 15      |
|                   | Ordnung, Gesetzlichkeit und Gerechtigkeit (RSS) Red, sakonnost i sprawedliwost                         | 174.582   | 4,1  | 10      |
|                   | LIDER                                                                                                  | 137.795   | 3,3  | –       |
|                   | Nationale Bewegung für Stabilität und Fortschritt (NDSW) Nazionalno dwischenie sa stabilnost i waschod | 127.470   | 3,0  | –       |
|                   | Selenite                                                                                               | 21.841    | 0,5  | –       |
|                   | Sa Rodinata (DGI-NL)                                                                                   | 11.524    | 0,3  | –       |
|                   | Balgarskata Ljawa Koalizija                                                                            | 8.762     | 0,2  | –       |
|                   | Sajus na Patriotitschnite Sajus „Saschtita“                                                            | 6.368     | 0,2  | –       |
|                   | Sozialdemokrati                                                                                        | 5.004     | 0,1  | –       |
|                   | Balgarski Nazionalen Sajus – Nowa Demokrazija                                                          | 3.813     | 0,1  | –       |
|                   | Drugata Balgarija                                                                                      | 3.455     | 0,1  | –       |
|                   | Partija na Liberalnata Alternatiwa i Mira (PLAM)                                                       | 2.828     | 0,1  | –       |
|                   | Obedinenie na Balgarskite Patrioti (OBP)                                                               | 2.175     | 0,1  | –       |
|                   | Nazionalno Dwischenie sa Spassenie na Otetschestwoto                                                   | 1.874     | 0,0  | –       |
| Gesamt            | Gesamt                                                                                                 | 4.226.194 | 100  | 240     |
|                   | |           |      |         |
| Ungültige Stimmen | Ungültige Stimmen                                                                                      | 119.256   | 2,7  |         |
| Wähler            | Wähler                                                                                                 | 4.345.450 | 60,9 |         |
| Wahlberechtigte   | Wahlberechtigte                                                                                        | 7.129.965 |      |         |
|                   | |           |      |         |
| Quelle: CIK       | |           |      |         |